# Polsat
Polsat je celopolská komerční televize. Polsat zahájil vysílání 5. prosince 1992 v 16:30. Televizi vlastní Zygmunt Solorz-Żak.

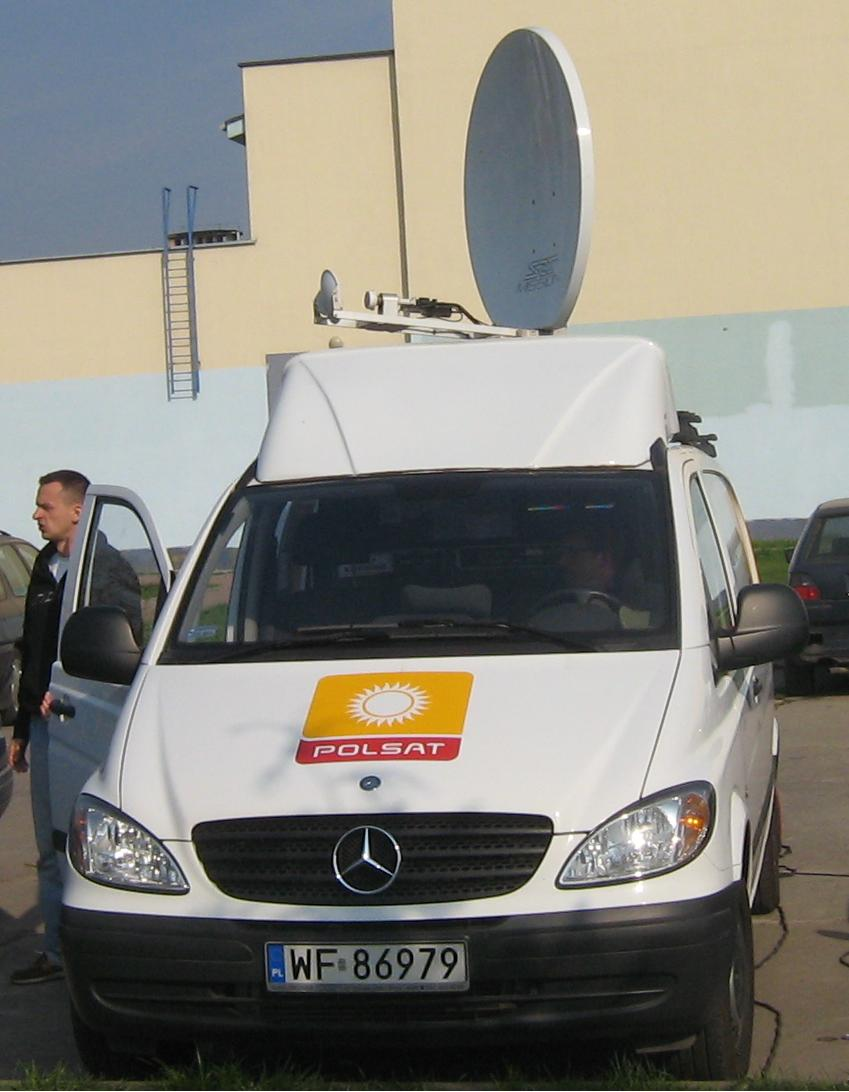
Mercedes Vito II Polsat

## Vysílané pořady
- Náhradní rodina
- V těle boubelky
- Chcete být milionářem?
- Malanowski a partneři
- Události, sport, počasí
- Kriminálka New York
- Kriminálka Miami
- Sběratelé kostí a další…

Polsat patří do skupiny Polsat Group, která zahrnuje: 
- Polsat
- Polsat HD
- Polsat 2
- Polsat 2 HD
- Super Polsat
- Super Polsat HD
- TV4
- TV4 HD
- TV6
- TV6 HD
- Polsat News
- Polsat News HD
- Polsat News 2
- Polsat News 2 HD
- Polsat News Polityka
- Polsat News Polityka HD
- Polsat Sport 1
- Polsat Sport 1 HD
- Polsat Sport 2
- Polsat Sport 2 HD
- Polsat Sport 3
- Polsat Sport 3 HD
- Polsat Sport Fight
- Polsat Sport Fight HD
- Polsat Sport Premium 1
- Polsat Sport Premium 2
- Polsat Sport Premium 3 PPV
- Polsat Sport Premium 4 PPV
- Polsat Sport Premium 5 PPV
- Polsat Sport Premium 6 PPV
- Eleven Sports 1
- Eleven Sports 1 HD
- Eleven Sports 2
- Eleven Sports 2 HD
- Eleven Sports 3
- Eleven Sports 3 HD
- Eleven Sports 4
- Eleven Sports 4 HD
- Eleven Sports 1 4K
- Polsat Café
- Polsat Café HD
- Polsat Play
- Polsat Play HD
- Polsat JimJam
- Polsat Film
- Polsat Film HD
- Polsat Seriale
- Polsat Seriale HD
- Polsat Doku
- Polsat Doku HD
- Crime+Investigation Polsat
- Crime+Investigation Polsat HD
- Polsat Music
- Polsat Music HD
- Disco Polo Music
- Eska TV
- Eska TV HD
- Eska TV Extra
- Eska TV Extra HD
- Eska Rock TV
- Polo TV
- Polo TV HD
- VOX Music TV
- Wydarzenia 24
- Wydarzenia 24 HD
- Polsat Film 2
- Polsat X
- Polsat Reality
- Polsat Comedy Central Extra
- Polsat Comedy Central Extra HD
- Polsat Viasat Nature
- Polsat Viasat Nature HD
- Polsat Viasat History
- Polsat Viasat History HD
- Polsat Viasat Explore
- Polsat Viasat Explore HD
- Polsat Games
- Polsat Games HD
- Polsat Rodzina
- Polsat Rodzina HD
- Polsat 1
- 4Fun TV
- 4Fun Dance
- 4Fun Kids

### Bývalé kanály
- Nasza TV
- TVR BRYZA
- TVL
- TV Vigor
- TV 51
- TV Aval
- NTL
- TeDe
- Dla Ciebie
- ONA
- Formula 1
- ON
- Smyk
- Junior
- Filmax
- Relaks
- Muzyczny Relaks
- Komedia
- INFO Dokument
- INFO
- Teleuniwersytet
- Polsat 2 INFO
- Polsat 2 International
- Sport
- Polsat Zdrowie I Uroda
- Polsat Futbol
- TV Biznes
- Polsat Biznes
- Polsat News +
- Polsat Sport 2
- Polsat Sport 2 HD
- Polsat Sport 3
- Polsat Sport 3 HD
- Tenis Premium 1
- Tenis Premium 1 HD
- Tenis Premium 2
- Tenis Premium 2 HD
- Polsat Romans
- Radio PIN
- Playboy Polska
- Play TV
- Polsat Volleyball 1
- Polsat Volleyball 1 HD
- Polsat Volleyball 2
- Polsat Volleyball 3
- Polsat Volleyball 4
- Muzo TV
- Polsat Food Network
- Polsat Food Network HD
- ATM Rozrywka
- Superstacja
- Superstacja HD
- Polsat Sport
- Polsat Sport HD
- Polsat Sport Extra
- Polsat Sport Extra HD
- Polsat Sport News
- Polsat Sport News HD